# Gruppo del Puez
Il Gruppo del Puez è un gruppo montuoso delle Dolomiti che, assieme al gruppo delle Odle, costituisce la maggior parte del territorio del parco naturale Puez-Odle, contornato dalla val Badia, dalla val Gardena e dalla val di Funes, in Alto Adige.

## Classificazione
Il codice SOIUSA del Gruppo del Puez è il seguente: II/C-31.III-A.4
La SOIUSA lo vede come un gruppo alpino e vi attribuisce la seguente classificazione:
- Grande parte = Alpi Orientali
- Grande settore = Alpi Sud-orientali
- Sezione = Dolomiti
- Sottosezione = Dolomiti di Gardena e di Fassa

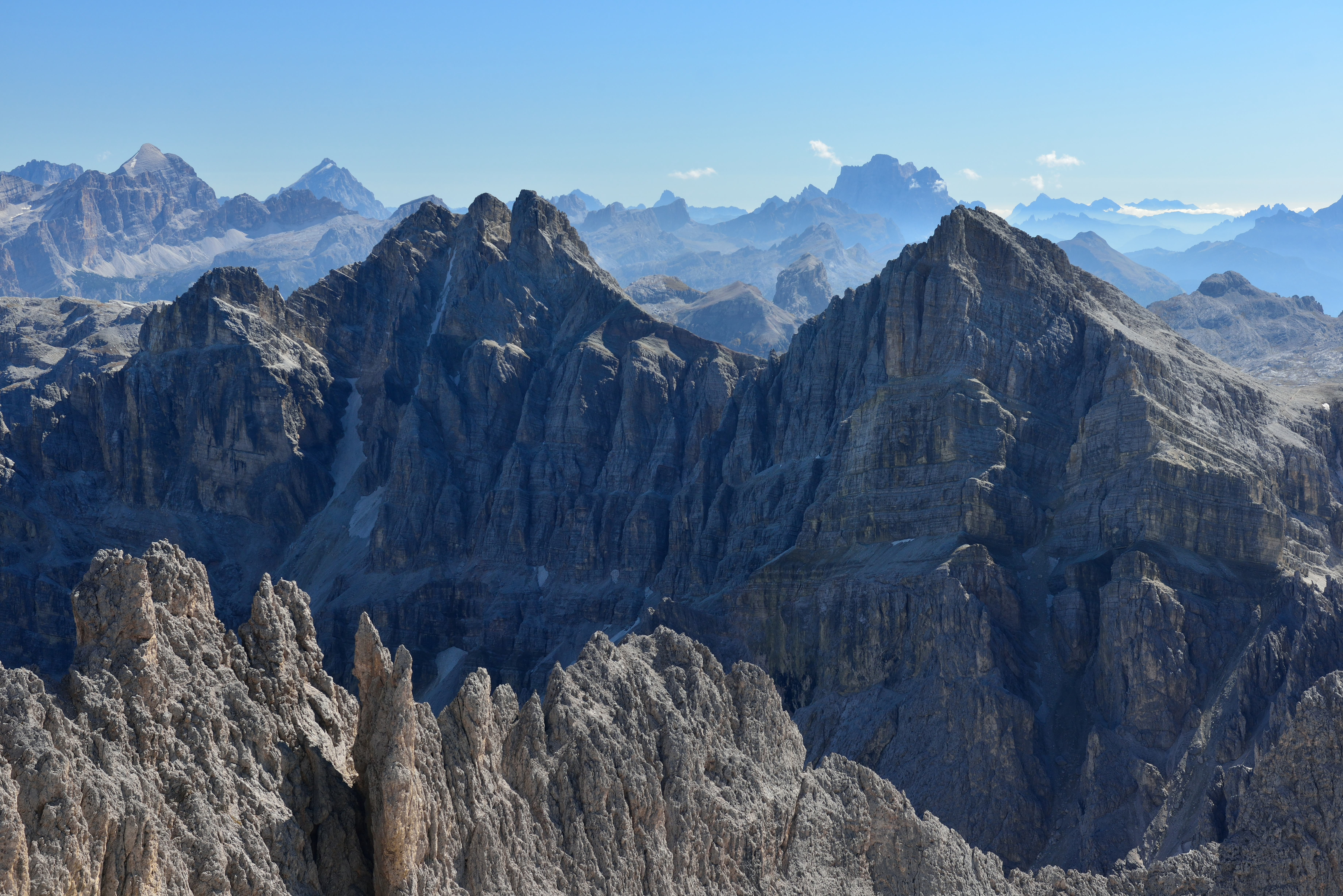
Piz de Puez

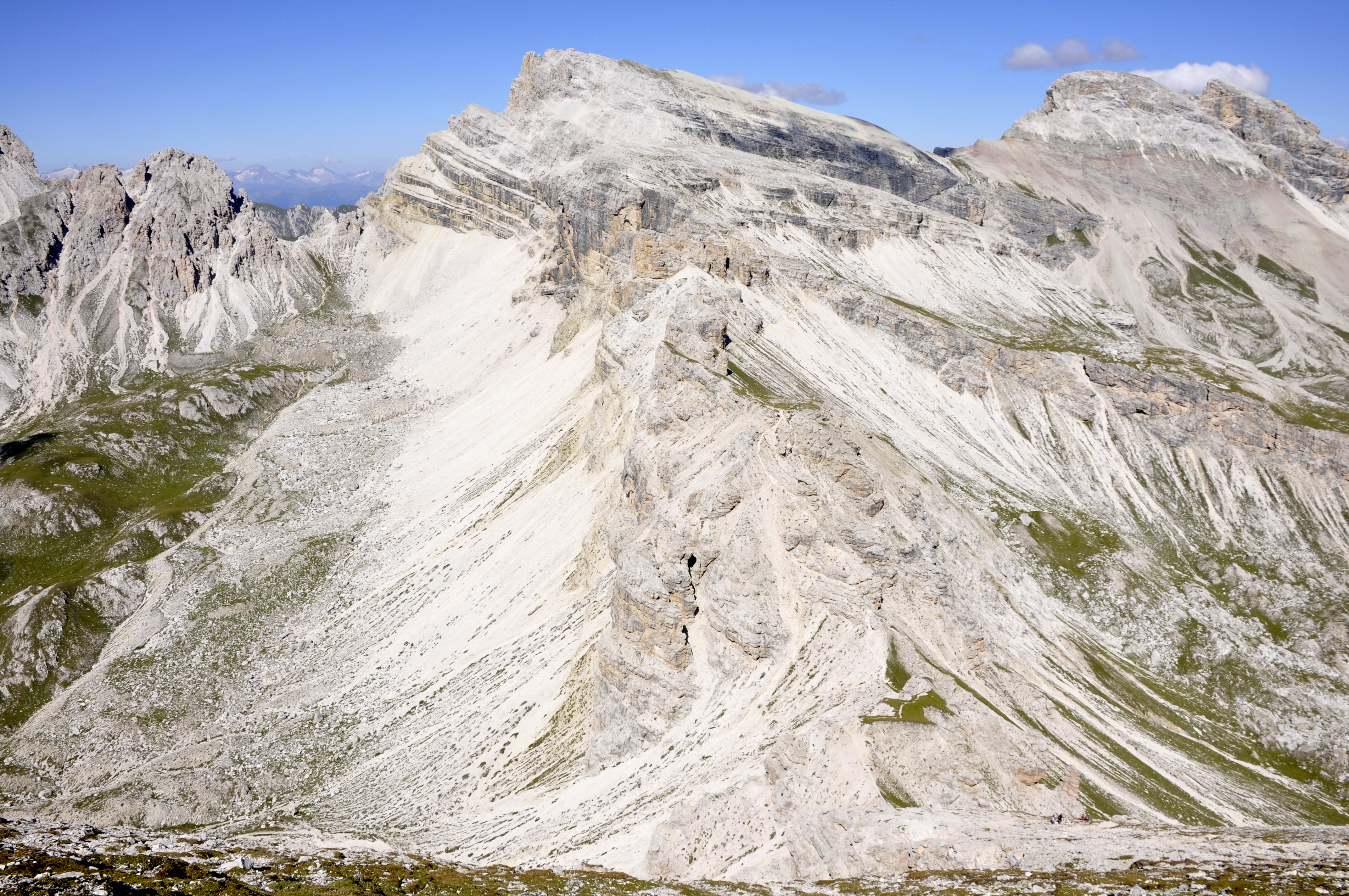
Piz Duleda

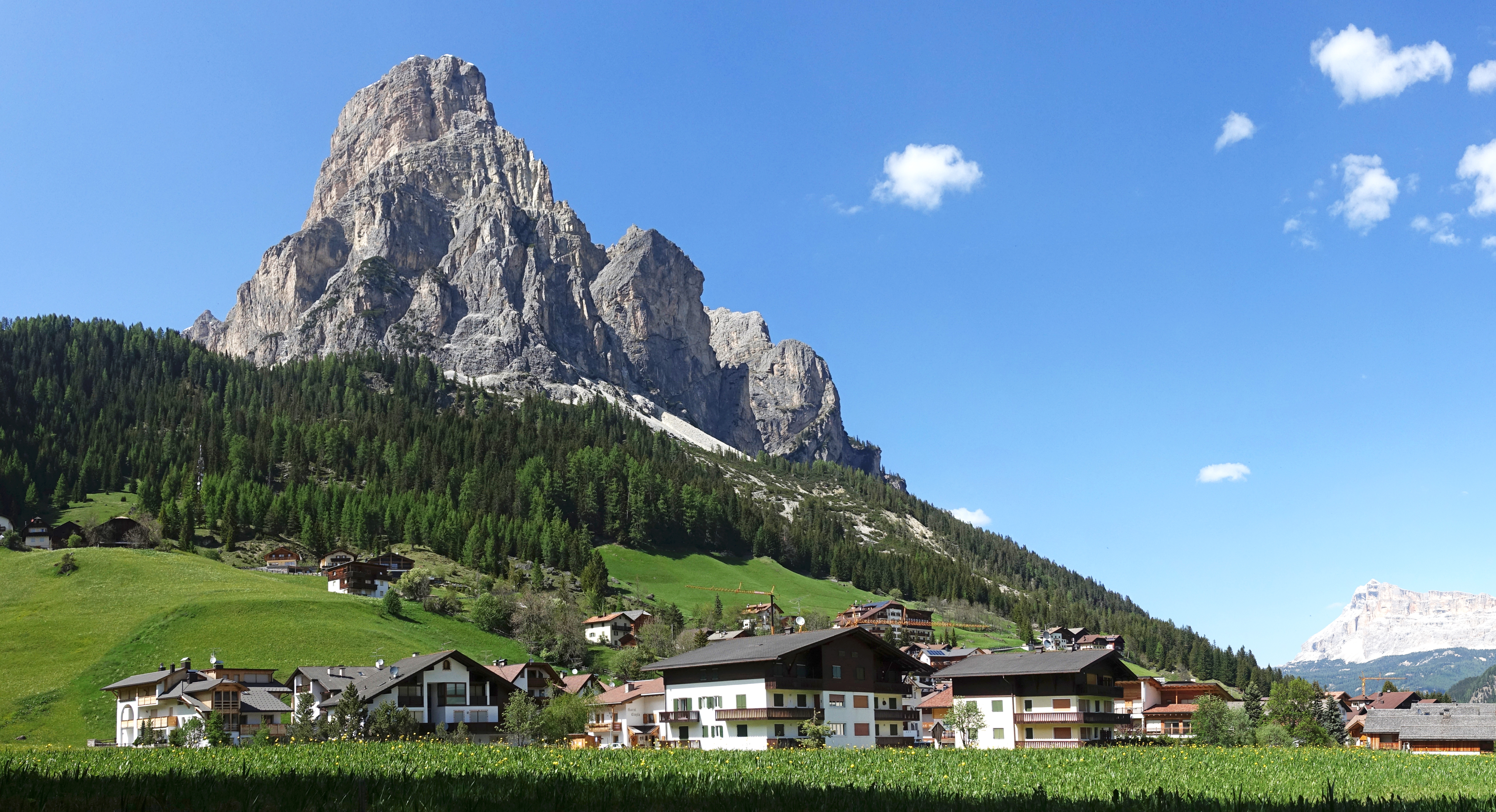
Sassongher

- Supergruppo = Dolomiti di Gardena
- Gruppo = Gruppo del Puez
- Codice = II/C-31.III-A.4

## Cime principali
La cima più alta della catena è il Piz de Puez, che raggiunge la quota di 2.913 metri, seguita dal Piz Duleda, 2.908 m.
Altre cime famose del gruppo sono il Col de Puez (2.723 m) ed il Sassongher (2.665 m).
Meno note, ma non meno importanti sono il Piz Somplunt (2.738 m), il Puez Ciampani (2.670 m) ed il Col de la Sone (2.634).

## Rifugi
All'interno del parco sono presenti:
- il rifugio Puez (2.475 m), che si trova subito a sud del gruppo e presso cui passa anche l'alta via n. 2;
- il rifugio Genova (2.297 m), nei pressi del passo Poma;
- il rifugio Gardenaccia (2.050 m), nei pressi di La Villa (val Badia)
- il rifugio Stevìa (2.312 m), sull'omonima Alpe.

## Vie ferrate
- Via ferrata Piccolo Cir
- Via ferrata Grande Cir
- Ferrata Sandro Pertini
- Sentiero attrezzato al Sassongher